# Luciobarbus graellsii
Luciobarbus graellsii је зракоперка из реда Cypriniformes и фамилије Cyprinidae.

## Угроженост
Ова врста је наведена као последња брига, јер има широко распрострањење и честа је врста.

## Распрострањење
Ареал врсте је ограничен на мањи број држава. 
Врста има станиште у Шпанији, Италији, Француској и Андори.

## Станиште
Станишта врсте су речни екосистеми и слатководна подручја.